# General jefe de la Unidad Militar de Emergencias
El general jefe de la Unidad Militar de Emergencias (GEJUME) es un oficial general del Ejército de Tierra al que le corresponde el mando, dirección, organización, preparación y empleo de la Unidad Militar de Emergencias, una unidad militar conjunta de las Fuerzas Armadas responsable de hacer frente a graves emergencias nacionales e internacionales.
El GEJUME es responsable de preparar las tropas bajo su mando para su operatividad así como asegurar la adecuada preparación de la UME para ejercer la dirección operativa de las emergencias de interés nacional, bajo la autoridad del ministro del Interior; proponer las necesidades y prioridades de recursos humanos, materiales y económicos precisos para el desarrollo de sus cometidos; velar por los intereses generales del personal militar bajo su mando; velar por la moral, motivación, disciplina y bienestar del personal a sus órdenes; ejercer la potestad disciplinaria del personal bajo su mando y contribuir con sus propias capacidades al cumplimiento de las misiones de las Fuerzas Armadas contempladas en la Ley de Defensa Nacional.
Asimismo, como comandante del Mando de Emergencias le corresponde planear la participación de fuerzas en operaciones de emergencias, efectuar el seguimiento de su actuación y dirigir su sostenimiento, en apoyo de las Administraciones Públicas competentes; designar a los Coordinadores Militares de Emergencias (CME’s), que actuarán bajo su mando en los ámbitos geográficos que se determinen; realizar el planeamiento, conducción y seguimiento en cuantas operaciones le ordene el ministro de Defensa; planear la participación de fuerzas en operaciones de emergencias de ámbito internacional, efectuar el seguimiento de su actuación y dirigir su sostenimiento; ejercer el mando sobre las unidades de las Fuerzas Armadas que sean puestas a su disposición y llevar a cabo cualquier otro cometido que le sea encomendado por el presidente del Gobierno o el titular del Ministerio de Defensa.

## Órganos de apoyo
Para llevar a cabo sus cometidos, el GEJUME posee una estructura orgánica auxiliar encabezada por el Cuartel General que es dirigido por el Segundo Jefe de la UME.

### General segundo jefe
El general segundo jefe de la UME (SEJUME) es un oficial general del Ejército del Aire al que le corresponde el ejercicio de los cometidos que el general jefe de la UME le delegue.

### Cuartel General
El Cuartel General de la UME (CGUME) está constituido por el conjunto de órganos que encuadran los medios humanos y materiales necesarios para asistir al GEJUME en el ejercicio del mando orgánico y operativo de la unidad. Está compuesto por el Estado Mayor, el Departamento de Relaciones y Evaluación, la Consejería Técnica, la Sección de Asuntos Económicos y la Asesoría Jurídica.

#### Estado Mayor
El Estado Mayor de la Unidad Militar de Emergencias es el principal órgano auxiliar de mando del GEJUME, responsable de proporcionarle los elementos de juicio necesarios para fundamentar sus decisiones, traducir estas en órdenes y velar por su cumplimiento, tramitando cuantos asuntos resuelva el general jefe en el ejercicio del mando de la UME.

#### Departamento de Relaciones y Evaluación
El Departamento de Relaciones y Evaluación es el órgano responsable de las relaciones institucionales y públicas, del protocolo y de la evaluación de las capacidades operativas de las unidades de la Unidad Militar de Emergencias.

#### Consejería Técnica
La Consejería Técnica es el órgano de apoyo inmediato y asistencia directa a los Generales de la Unidad, responsable además de la comunicación pública. En el ejercicio de sus cometidos en el ámbito de la comunicación pública y estratégica, depende funcionalmente de la Dirección de Comunicación Institucional, el máximo órgano de comunicación del Ministerio de Defensa.

#### Sección de Asuntos Económicos
La Sección de Asuntos Económicos es responsable de la gestión económica, administración y contabilidad de los recursos financieros asignados a la Unidad Militar de Emergencias.

#### Asesoría Jurídica
La Asesoría Jurídica es el órgano consultivo y asesor del general jefe en materia jurídica. En el ejercicio de sus cometidos, depende funcionalmente de la Asesoría Jurídica General de la Defensa, el máximo órgano jurídico asesor del Ministerio de Defensa.

## Escuela Militar de Emergencias
La Escuela Militar de Emergencias es el principal centro docente militar de la Unidad Militar de Emergencias. En materia de enseñanza militar, su órgano superior es la Dirección General de Reclutamiento y Enseñanza Militar.
El general jefe de la UME es el oficial encargado de establecer las condiciones de acceso del personal militar y ajeno a las Fuerzas Armadas a sus actividades docentes.

## Titulares
| Rango            | N.º | Nombre                            | Desde                 | Hasta                 |
| ---------------- | --- | --------------------------------- | --------------------- | --------------------- |
| Teniente general | 1.º | Fulgencio Coll Bucher             | 21 de enero de 2006   | 29 de julio de 2008   |
| Teniente general | 2.º | José Emilio Roldán Pascual        | 29 de julio de 2008   | 4 de octubre de 2012  |
| Teniente general | 3.º | César Muro Benayas                | 4 de octubre de 2012  | 28 de mayo de 2015    |
| Teniente general | 4.º | Miguel Alcañíz Comas              | 28 de mayo de 2015    | 16 de octubre de 2019 |
| Teniente general | 5.º | Luis Manuel Martínez Meijide      | 23 de octubre de 2019 | 16 de agosto de 2023  |
| Teniente general | 6.º | Francisco Javier Marcos Izquierdo | 16 de agosto de 2023  |                       |